# Киселёвка (Смоленский район)
Киселёвка — деревня в Смоленском районе Смоленской области России. Входит в состав Козинского сельского поселения. Население — 206 жителей (2007 год).
Расположена в западной части области в 0,5 км к юго-востоку от Смоленска, в 3 км восточнее автодороги А141 Орёл — Витебск. В 5 км севернее деревни расположена железнодорожная станция Смоленск-Сортировочный на линии Москва — Минск.
В 2016 году застройщик, компания Новое пространство ввело 2 дома первой очереди проекта Витебский квартал, и появилась новая улица Изумрудная, в деревне Киселевка. В домах живёт 325 человек, потому население написано в шапке неверное

## История
В годы Великой Отечественной войны деревня была оккупирована гитлеровскими войсками в июле 1941 года, освобождена в сентябре 1943 года.